# Арапско пролеће
Арапско пролеће је назив за талас демонстрација, протеста и побуна у превасходно арапским земљама, који је почео 17. децембра 2010. године. Пре овог периода само је Судан био арапска држава која је доживела успешно обарање диктаторског режима 1964. и 1985. године. Први протести у децембру 2010. године започели су у Тунису и Египту почетком 2011. године, затим Либији, Бахреину, Сирији и Јемену, Алжиру, Ираку, Јордану, Мароку и Оману, као и на границама Израела и мањих протеста у Кувајту, Либану, Мауританији, Саудијској Арабији, Судану и Западној Сахари. Протести су имали облике грађанског протеста са демонстрацијама, маршевима као и коришћење друштвених мрежа попут Фејсбука, Твитера и Јутјуба.
Власти су често на демонстрације одговарале насиљем, као и провладиним протестима и контрадемонстрацијама.

## Преглед
Серија протеста и демонстрација на Блиском истоку и северу Африке позната је као „Арапско пролеће“, а понекад и као „Арапско пролеће и зима“, „Арапско буђење“ или „Арапски устанци“, иако нису сви учесници Арапи.
Започело је првим протестима у Тунису 17. децембра 2010. године самоспаљивањем Мухамеда Бузизија у знак протеста против полицијске корупције.
Успех протеста у Тунису довео је до таласа побуна који је захватио Алжир, Јордан, Египат и Јемен, а онда се проширио и на друге државе, при чему су демонстранти били најорганизованији током „дана беса“. Протести су се прелили у виду мањих протеста и на неарапски свет у региону.
До јула 2011. године, демонстрације су резултовале обарањем власти у Тунису и Египту. Током почетних протеста неколико лидера је најавило да ће се повући са власти и организовати изборе. Судански председник је најавио изборе у 2015. години, а ирачки премијер Ал-Малики за крај 2014. године, мада је дошло до појачаног насиља демонстраната који су захтевали тренутне оставке. Протести у Јордану довели су до пада владе, резултујући повлачење бившег премијера и амбасадора у Израелу, кога је краљ Абдулах поставио за новог премијера са задатком састављања нове владе.
Председник Јемена Али Абдулах Салех најавио је 23. априла да ће се повући за 30 дана у замену за имунитет, што су демонстранти неформално прихватили 26. априла, Међутим, Салех није одржао обећање, што је продужило протесте у Јемену. Либијски лидер Моамер ел Гадафи је одбио да се повуче, што је довело до рата у Либији.

## Последице
Арапско пролеће је инспирисало неколико мањих протеста и у неарапском свету, од којих је највећи протест у САД који се организује под слоганом Окупирајмо Волстрит.

## Шира литература
- Browers, Michaelle (2009). Political Ideology in the Arab World: Accommodation and Transformation. New York: Cambridge University Press. ISBN 978-0-521-76532-9.
- Gardner, David (2009). Last Chance: The Middle East in the Balance. London: I.B. Tauris. ISBN 978-1-84885-041-5.
- Goldstone, Jack A.; Hazel, John T., Jr. (14. 4. 2011). „Understanding the Revolutions of 2011: Weakness and Resilience in Middle Eastern Autocracies”. Foreign Affairs (May/June 2011).
- Kaye, Dalia Dassa (2008). More Freedom, Less Terror? Liberalization and Political Violence in the Arab World. Santa Monica, CA: RAND Corporation. ISBN 978-0-8330-4508-9.
- Ottaway, Marina; Choucair-Vizoso, Julia, ур. (2008). Beyond the Façade: Political Reform in the Arab World. Washington, DC: Carnegie Endowment for International Peace. ISBN 978-0-87003-239-4.
- Pelletreau, Robert H. (24. 2. 2011). „Transformation in the Middle East: Comparing the Uprisings in Tunisia, Egypt and Bahrain”. Foreign Affairs.
- Phares, Walid (2010). Coming Revolution: Struggle for Freedom in the Middle East. New York: Simon & Schuster. ISBN 978-1439178379.
- Posusney, Marsha Pripstein; Angrist, Michele Penner, ур. (2005). Authoritarianism in the Middle East: Regimes and Resistance. Boulder: Lynne Rienner. ISBN 978-1-58826-317-9.